# Cheiracanthium trivittatum
Cheiracanthium trivittatum is een spinnensoort uit de familie Cheiracanthiidae.
De wetenschappelijke naam van de soort werd in 1906 gepubliceerd door Eugène Simon.